# Michel (maison d'édition)
Pour les articles homonymes, voir Michel.
Michel est une maison d'édition philatélique allemande. Son catalogue de timbres allemands est publié depuis 1910.

## Histoire
Le premier catalogue a été élaboré en 1910 par le marchand de timbres Hugo Michel à Apolda, près de Weimar ; il y listait sur 108 pages les timbres émis en Europe et en usage dans les bureaux de poste de pays européens à l'étranger. Le succès de son catalogue les éditions suivantes, conduisent Michel à en revendre les droits aux éditions Schwaneberger, dont le siège est près de Leipzig, un éditeur d'albums de timbres. Le catalogue liste alors tous les timbres du monde.
En 1935, est publiée la première édition du catalogue spécialisé d'Allemagne, pour lequel l'éditeur devient une référence. Pendant la Seconde Guerre mondiale, Eugen Berlin, dirigeant de Schwaneberger, poursuit la publication malgré la destruction des locaux lors d'un bombardement le 4 décembre 1943 ; néanmoins, il transfère les plaques d'impression du catalogue vers sa maison près de Cobourg, en Bavière, entre 1944 et 1945.
La publication reprend ainsi en 1948 en zone occupée américaine avec impression par la compagnie Carl Berger de Munich, qui rachète le catalogue à Eugen Berlin en 1950.
Dans les décennies suivantes, des éditions spécialisées sont développées pour l'Autriche et la Suisse. Dans les années 2000, le catalogue est disponible sur abonnement en ligne sur internet, en allemand avec traduction anglaise. Au cours des années 2010 et 2020, des éditions spécialisées sont traduites en anglais pour les timbres des pays germanophones, de Grande-Bretagne et des États-Unis.

## Contenu
L'éditeur est la référence pour la collection des timbres-poste allemands, autrichiens et suisses, mais il est la référence habituelle pour les collectionneurs en Europe centrale et orientale. Il sert aussi souvent de référence sur les émissions mondiales lorsqu'il publie chaque année des statistiques sur l'activité des administrations postales.
Le catalogue papier comprend de nombreux volumes (Allemagne en particulier, puis regroupement des pays par continents ou sous-continents), dont la multiplication est causée par l'inflation des émissions de timbres-poste dans le monde. Les timbres-poste et les timbres de poste aérienne sont classés ensemble. À côté du catalogue général, Michel publie des catalogues spécialisés pour certains pays ou types d'émissions postales, particulièrement pour les pays germanophones (poste privée par exemple).

## Catalogue à la demande
En 2006, pour faire face au coût d'impression de ses catalogues, l'éditeur propose des catalogues à la demande (Individual-Kataloge) : l'acheteur commande seulement les pays et entités philatéliques qui l'intéressent plutôt que d'acheter un catalogue comprenant des pays voisins qui ne l'intéressent pas. La facturation s'effectue à la page.
Le magazine mensuel Michel-Rundschau publie des articles philatéliques, des pages sur les nouvelles émissions qui servent de compléments au catalogue. 
Depuis 2003, l'éditeur permet la consultation par abonnement de son catalogue sur son site internet, en allemand et en anglais.